# زجاج اليورانيوم

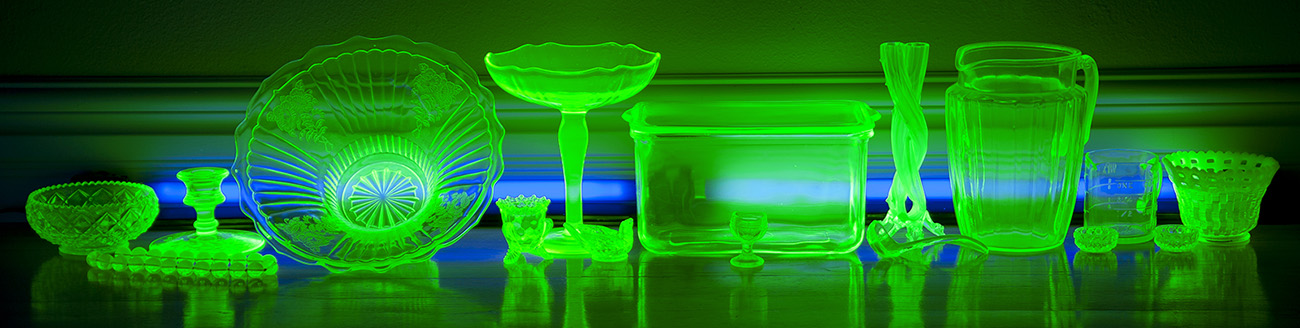
تتوهج العديد من الأواني الزجاجية المصنوعة من اليورانيوم تحت القليل من الأشعة فوق البنفسجية أو الضوء الأسود

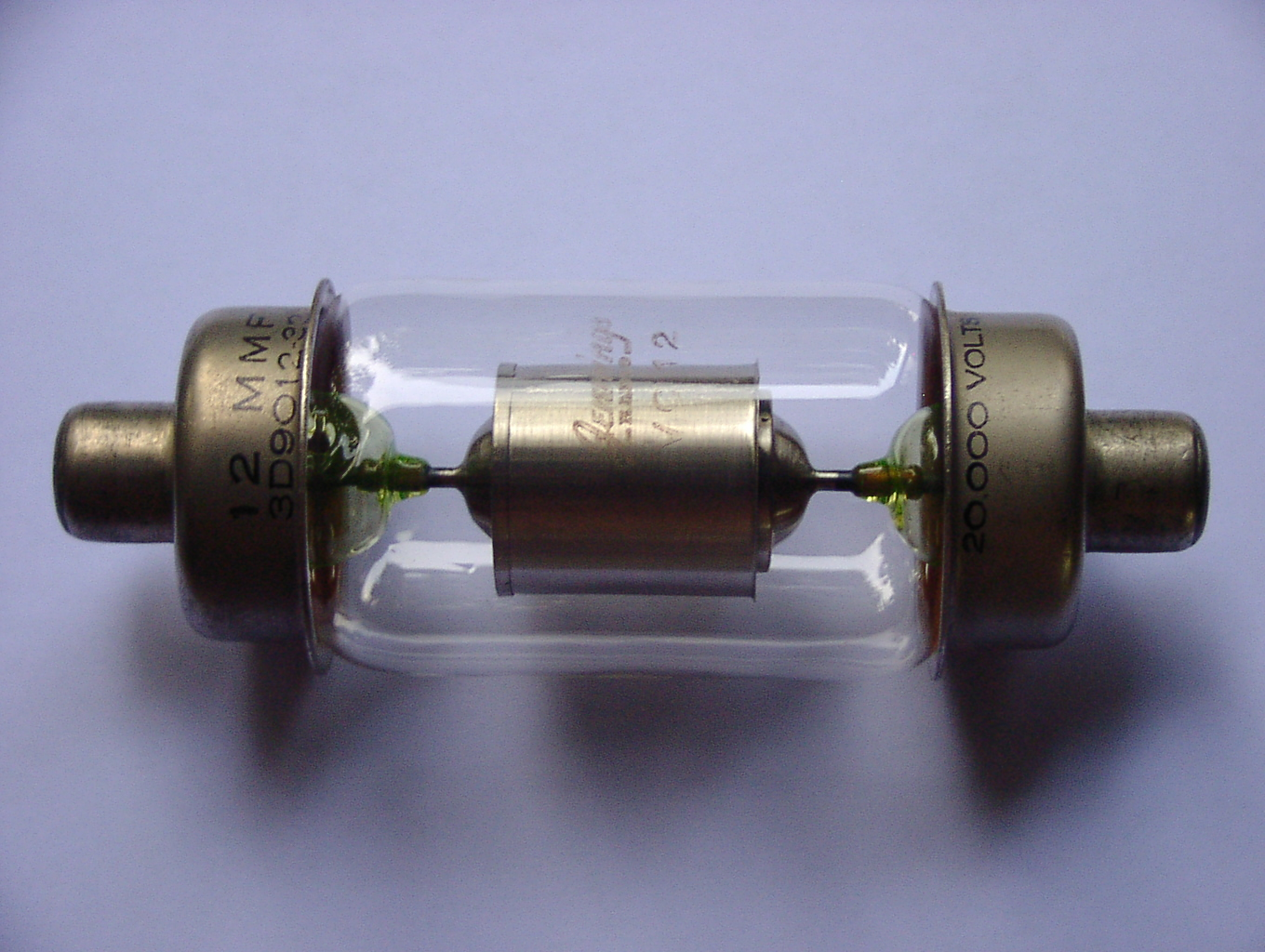
يستخدم زجاج اليورانيوم في المكثفات المفرغة

زجاج اليورانيوم هو عبارة عن زجاج يحتوي على عنصر اليورانيوم، ويكون عادة في شكل أكسيد اليورانات، ويضاف إلى مزيج الزجاج قبل صهرة للتلوين. تختلف النسبة الخلط مع الزجاج وتكون مستويات الخلط حوالي 2٪ من اليورانيوم إلي نسبة الزجاج المخلوط، غير أن بعض القطع المصنعة في القرن العشرين صنعت بما يصل إلى 25٪ من اليورانيوم.
كان زجاج اليورانيوم يُصنع في السابق لأدوات المائدة والأدوات المنزلية، لكنه لم يعد يستخدم على نطاق واسع عندما تم الحد من توافر اليورانيوم في معظم الصناعات بشكل حاد خلال الحرب الباردة في الأربعينيات إلى التسعينيات. وتعتبر معظم القطع الموجودة حاليا تحفًا أو مقتنيات من فنية من الحقبة القديمة، وعلى الرغم من حدوث انتعاش طفيف في الأواني الزجاجية الفنية المصنعة من اليورانيوم. إلا أن زجاج اليورانيوم الحديث يقتصر بشكل أساسي على الأشياء الصغيرة مثل الخرز أو الرخام كأحدث المستجدات الزخرفية.

## الشكل الخارجي
يتراوح اللون الطبيعي لزجاج اليورانيوم من الأصفر إلى الأخضر اعتمادًا على درجة الأكسدة وتركيزات المعادن، ويتغير اللون بإضافة عناصر أخرى مثل ملونات الزجاج. زجاج اليورانيوم يتفلور إلي ألأوان خضراء زاهية تحت ضوء الأشعة فوق البنفسجية ويمكن تسجيل أعلى إشعاع للزجاج باستخدام عداد جيجر، وتعتبر معظم قطع زجاج اليورانيوم غير ضارة وإلا يكاد تعتبر مشعة.

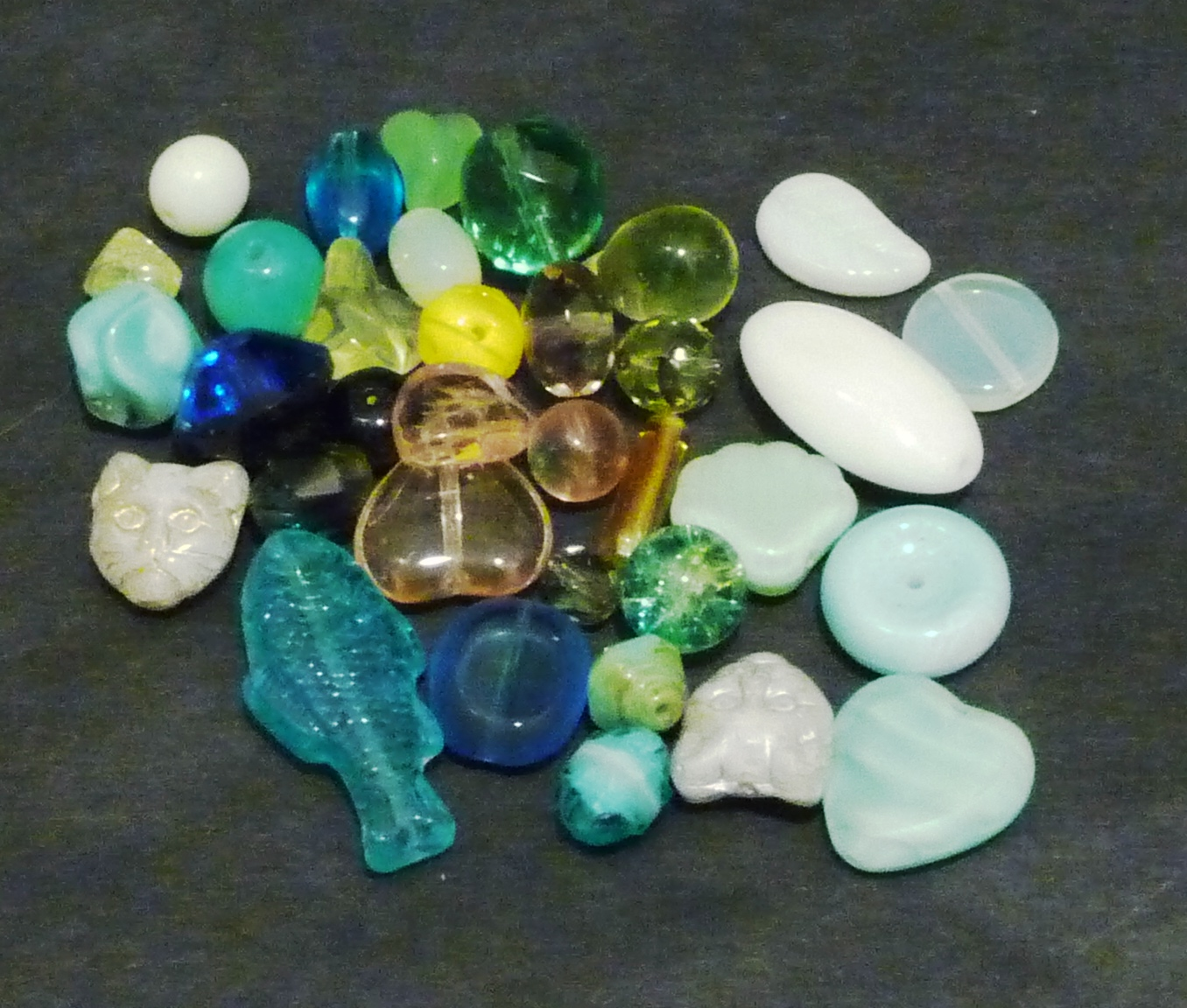
حبات من زجاج اليورانيوم الحديث (خلفية سوداء)
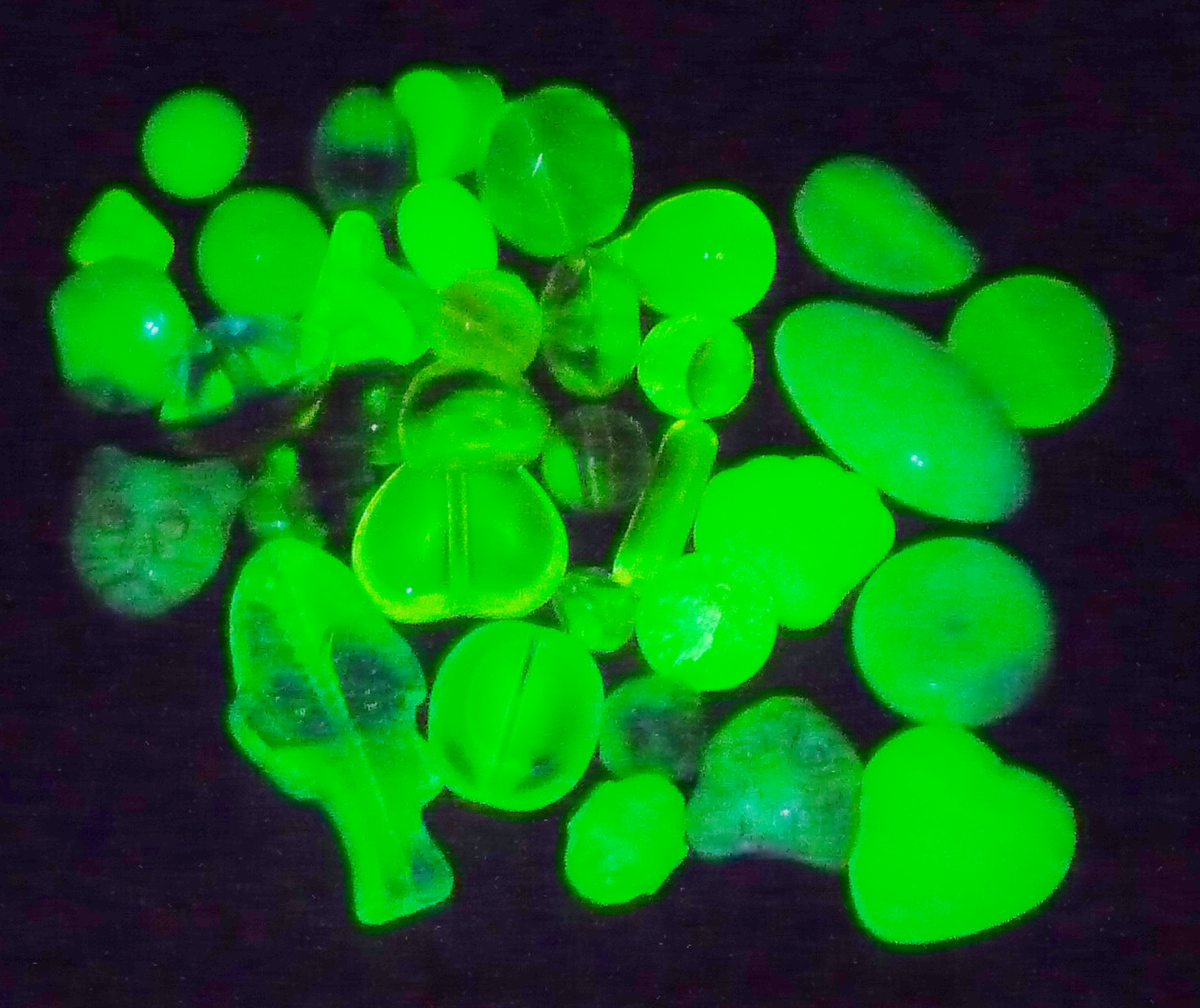
حبات زجاج اليورانيوم الحديثة تحت (ضوء الأشعة فوق البنفسجية)

### زجاج الفازلين
أكثر الألوان شيوعا من زجاج اليورانيوم هو اللون المصفر الشاحب المائل للخضرة، وبسبب قرب اللون من مادة الفازلين سمي بزجاج الفازين عام 1930 حيث كان لون الفازلين في نطاق هذا اللون الأصفر والأخضر. ولا يزال هواة جمع هذا الزجاج يعرّفون زجاج الفازلين على أنه زجاج يورانيوم شفاف أو شبه شفاف بهذا اللون المحدد.
وستخدم زجاج الفازلين أحيانًا كمرادف لأي زجاج يورانيوم، خاصة في الولايات المتحدة، ولكن هذة التسمية خاطئة لأن هلام البترول الذي يحمل علامة الفازلين كان أصفر فقط، وليس لة ألوان أخري. يتم إطلاق هذة التسمية علي أنواع أخرى من الزجاج بناءً على جوانب معينة من مظهرها السطحي في الضوء الطبيعي، بغض النظر عن محتواها من اليورانيوم والذي يتطلب اختبار الضوء الأسود للتحقق من خاصية التألق الأخضر. 
وفي المملكة المتحدة وأستراليا، يمكن استخدام اسم زجاج الفازلين للإشارة إلى أي نوع من الزجاج الشفاف.

### ألوان أخرى
لزجاج اليورانيوم ألوان فرعية أخرى لها ألقابها الخاصة:
- زجاج الكاسترد (معتم أو أصفر شاحب شبه شفاف)
- زجاج الجاديت (أخضر شاحب معتم أو شبه معتم؛ في البداية، تم تسجيل الاسم كعلامة تجارية باسم «الجاديت»، وتم تصحيح التسمية للتطلق علي حجراليشم «الجاديت»)
- زجاج مضغوط (شفاف أو أخضر شاحب شبه شفاف).
- زجاج بورمي (زجاج معتم يتدرج من اللون الوردي إلى الأصفر)

## التاريخ

### استخدام ما قبل الصناعة
يعود استخدام زجاج اليورانيوم إلى العام 79 من بعد الميلاد،  حيث وجدت فسيفساء تحتوي على زجاج أصفر مع 1 ٪ من أكسيد اليورانيوم في فيلا رومانية في رأس بوسيليبو في خليج نابولي بإيطاليا بواسطة جامعة أكسفورد في عام 1912. بدءًا من أواخر العصور الوسطى، تم استخراج البيتشبلند أويورانينيت من مناجم الفضة في هابسبورغ في بوهيميا (الآن ياخيموف في جمهورية التشيك) واستخدم كعامل تلوين في صناعة الزجاج المحلية. قام مارتن كلابروث (1743-1817)، الذي اكتشف اليورانيوم، بتجربة استخدام هذا العنصر كملون للزجاج.

## استعمال

### تصنيع الزجاج
يستخدم زجاج اليورانيوم كزجاج وسيط فيما يعرف بمنفاخ الزجاج العلمي باسم «الختم المتدرج». يستخدم عادةً في موانع التسرب من الزجاج إلى المعدن مثل التنجستن والموليبدينوم أو السبائك القائمة على النيكل، وكزجاج وسيط بين زجاج الختم المعدني وزجاج البورسليكات المنخفض التمدد.

### الإنتاج الحديث
كان زجاج اليورانيوم شائعًا في منتصف القرن التاسع عشر، وكانت فترة شعبيته الأكبر من ثمانينيات القرن التاسع عشر إلى عشرينيات القرن الماضي.
يُعرف أن أول منتج رئيسي لزجاج اليورانيوم هو النمساوي فرانز زافير ريدل بوهيميا من 1830 إلى 1848.
بحلول أربعينيات القرن التاسع عشر، بدأت العديد من مصانع الزجاج الأوروبية الأخرى في إنتاج عناصر زجاج اليورانيوم وتطوير أنواع جديدة من زجاج اليورانيوم. خلقت مصانع زجاج الباكارات في فرنسا من زجاج اليورانيوم الأخضر غير شفاف وأطلقوا عليه اسم الكريسبراسي من تشابهه مع ذلك الشكل الأخضر من العقيق الأبيض.

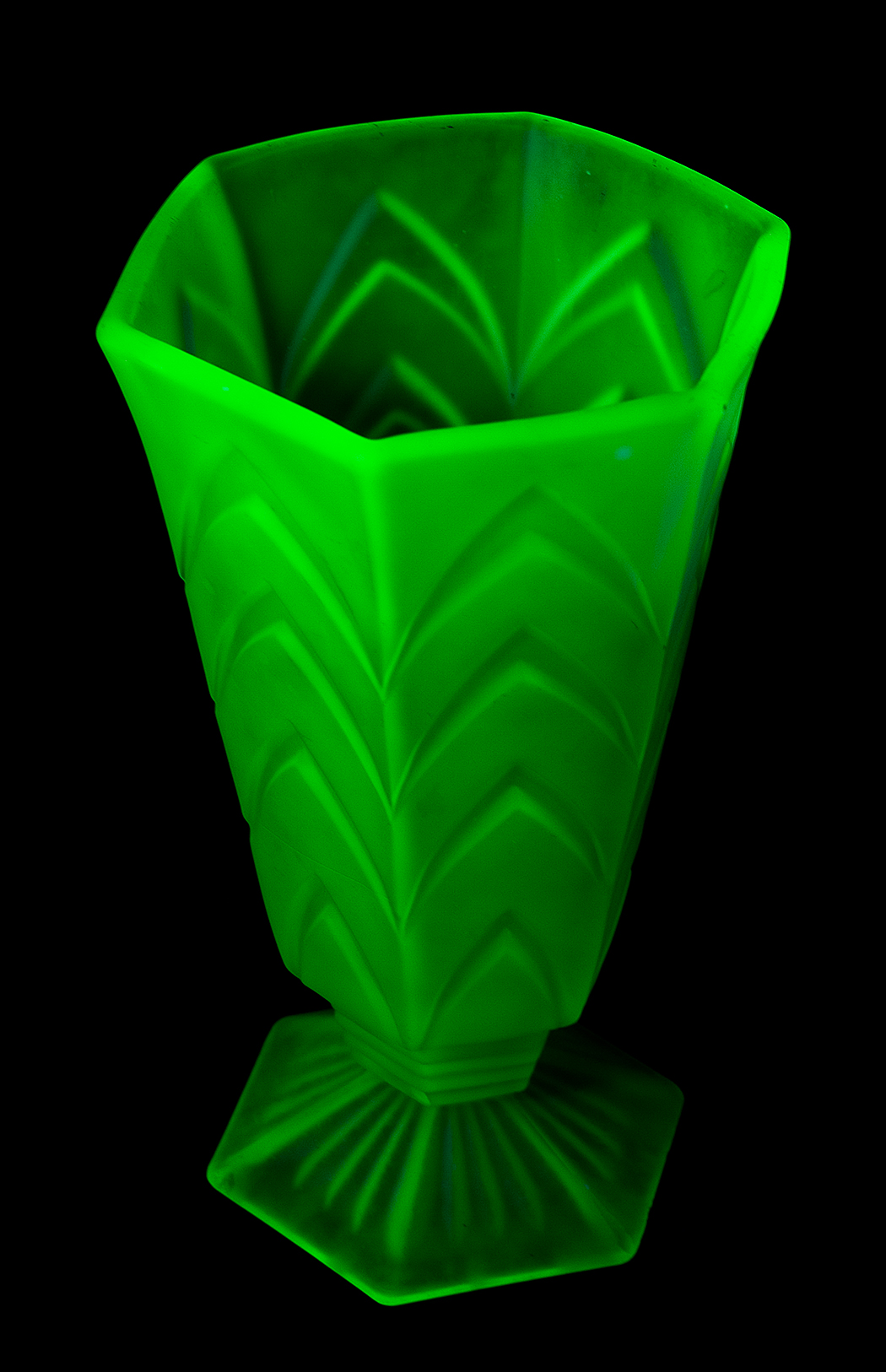
زجاج الفلورسنت اليورانيوم المنخفض
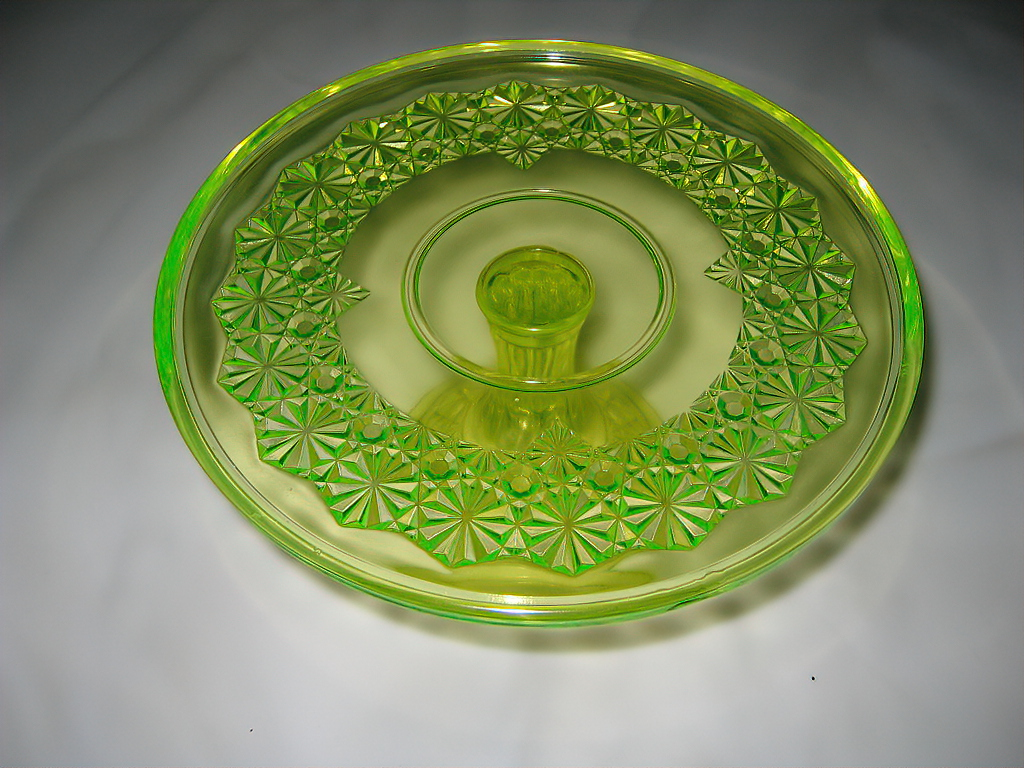
صفيحة زجاجية من اليورانيوم تتوهج تحت ضوء الأشعة فوق البنفسجية.
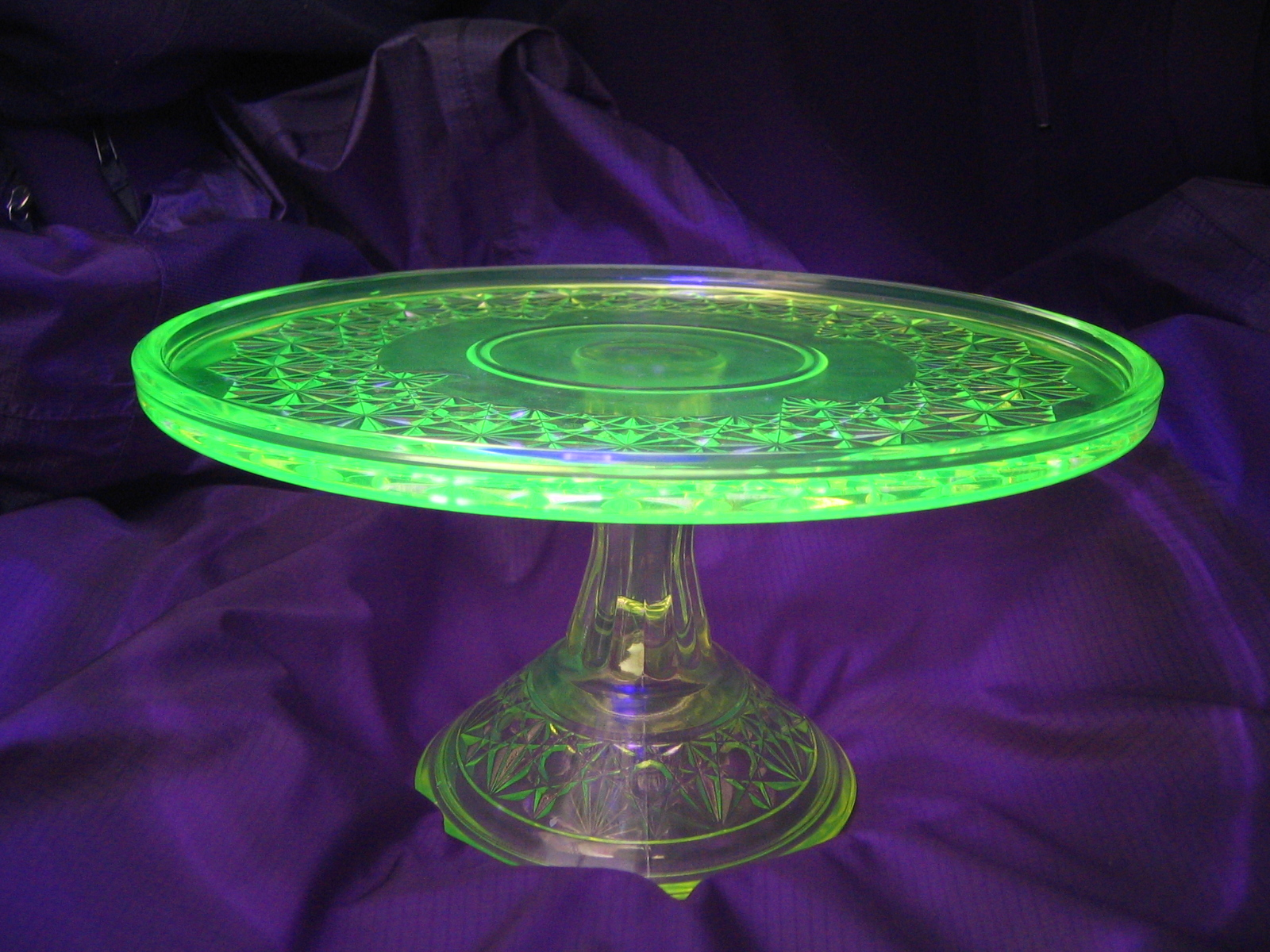
زجاج اليورانيوم متوهج تحت ضوء الأشعة فوق البنفسجية
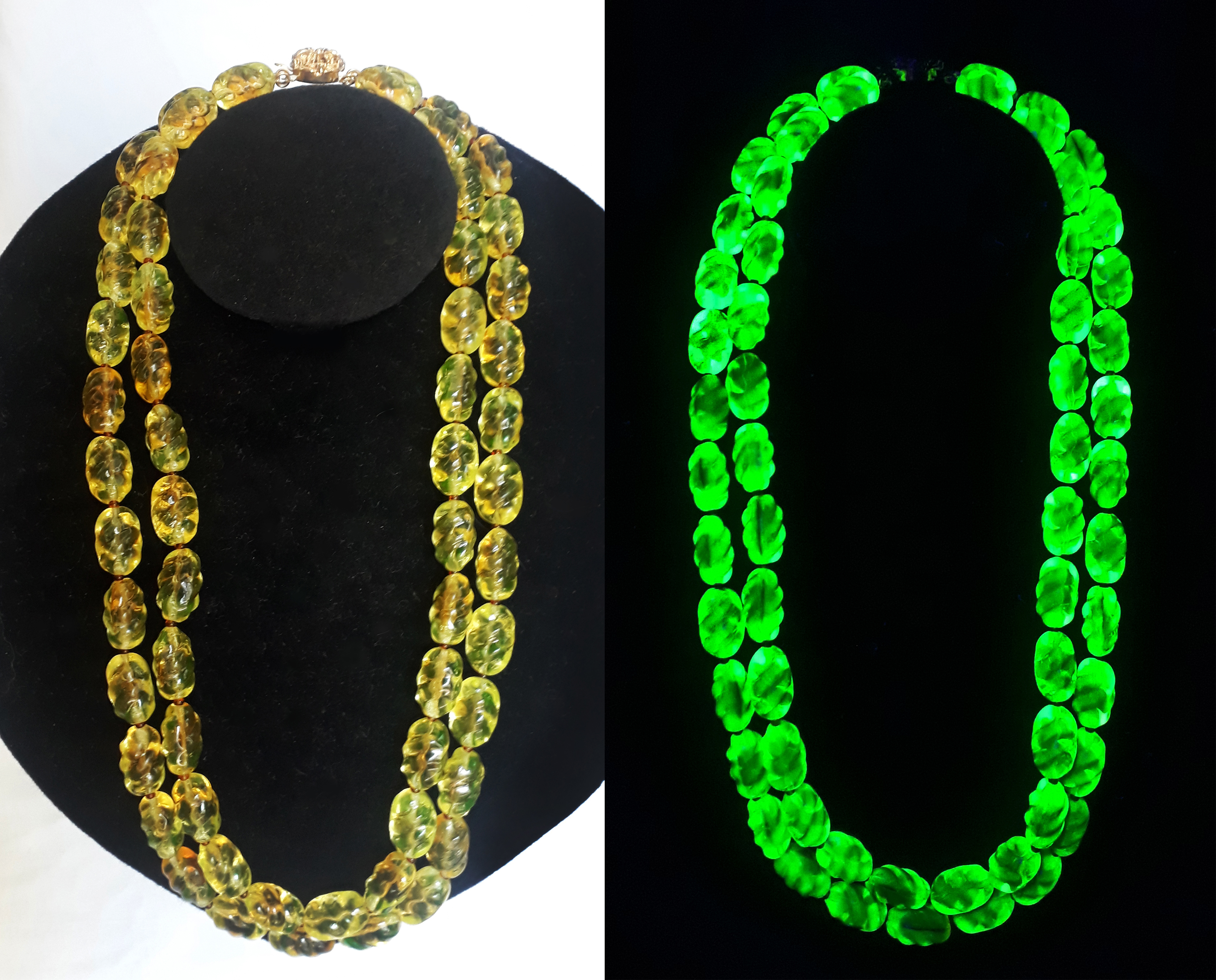
اليورانيوم الزجاج قلادة ، حوالي 1930.

في نهاية القرن التاسع عشر، اكتشف صانعو الزجاج أن زجاج اليورانيوم مع بعض الإضافات المعدنية يمكن تلطيفه في درجات حرارة عالية، مما يؤدي إلى درجات متفاوتة من التبلور الدقيق. أنتج هذا مجموعة من الزجاج المعتم بشكل متزايد من الأصفر الشفاف التقليدي أو الأصفر والأخضر إلى الأبيض المعتم. خلال سنوات الكساد، تمت إضافة المزيد من أكسيد الحديد إلى الخليط لصناعة أدوات أكثر شعبية لزجاج أكثر خضرة.
توقف إنتاج الولايات المتحدة من زجاج اليورانيوم في منتصف سنوات الحرب العالمية الثانية بسبب مصادرة الحكومة لإمدادات اليورانيوم لمشروع مانهاتن من عام 1942 إلى عام 1958. بعد أن تم تخفيف القيود في الولايات المتحدة، استأنفت العديد من الشركات إنتاج زجاج اليورانيوم، بما في ذلك فينتون وموسر.
بعد الحرب الباردة، تم رفع القيود المفروضة على زجاج اليورانيوم بالكامل. خلال هذا الوقت دخلت العديد من القطع القديمة إلى السوق الحرة واستمر إنتاج القطع الجديدة بكميات صغيرة في العقد الأول من القرن الحادي والعشرين. أنتجت ريهماكي قطعًا مصممة من زجاج اليورانيوم بعد الحرب العالمية الثانية.

## روابط خارجية
- زجاج اليورانيوم - جمعية الزجاج
- Davidson English Pressed Glass في متحف الزجاج نسخة محفوظة 3 مارس 2016 على موقع واي باك مشين.
- الفازلين وزجاج اليورانيوم في مجموعة متحف الأجهزة التاريخية للفيزياء الصحية